# Маккарти, Патрик (футболист)
Па́трик Макка́рти (англ. Patrick McCarthy; апрель 1888 — дата смерти неизвестна) — валлийский футболист, нападающий.

## Биография
Родился в Абергавенни. Играл за «Честер» и «Скелмерсдейл Юнайтед». В январе 1912 года перешёл в «Манчестер Юнайтед». Дебютировал за клуб 20 января 1912 года в матче против «Вест Бромвич Альбион» на стадионе «Олд Траффорд». Этот матч стал для Маккарти единственным в футболке «Манчестер Юнайтед», и уже в мае 1912 года он вернулся в «Скелмерсдейл Юнайтед», который заплатил за его переход 50 фунтов.